# Kontrastive Hypothese
Die Kontrastive Hypothese (engl.: contrastive hypothesis) besagt, dass beim Erwerb einer Fremdsprache jene Eigenschaften als leichter empfunden werden, welche in ihrer Struktur der Muttersprache ähneln. Transfer und Interferenz werden als besonders zentral angesehen. Unterschiede zwischen den beiden Sprachen führen hingegen zu Lernschwierigkeiten und sind die Hauptquelle für Fehler. Eine Fremdsprache ist also umso schwieriger zu erlernen, je größer der Unterschied zur Muttersprache ist. Während Extremformen dieser Hypothesen als falsifiziert gelten, scheint es für Kontrastivhypothese im fremdsprachlichen Phonetikerwerb eine große Rolle zu spielen.